# إعصار ميج
إعصار ميج هو إعصار مداري بدأ التشكل في بحر العرب في 5 نوفمبر عام 2015. وضرب الإعصار أرخبيل سقطرى اليمنية في الأحد 8 نوفمبر، وأتجه نحو سواحل أبين وعدن.
وكانت جزيرة سقطرى تعرضت لإعصار تشابالا في 1 و2 نوفمبر، وضرب تشابالا مدينة المكلا والمناطق الساحلية اليمنية على بحر العرب في 3 نوفمبر، وتسبب بمقتل 8 أشخاص وتدمير آلاف المنازل.

## الرصد الجوي
تشكلت منطقة ضغط منخفض يوم 5 نوفمبر. وتحولت إلى «منخفض ضعيف».

## معلومات الإعصار

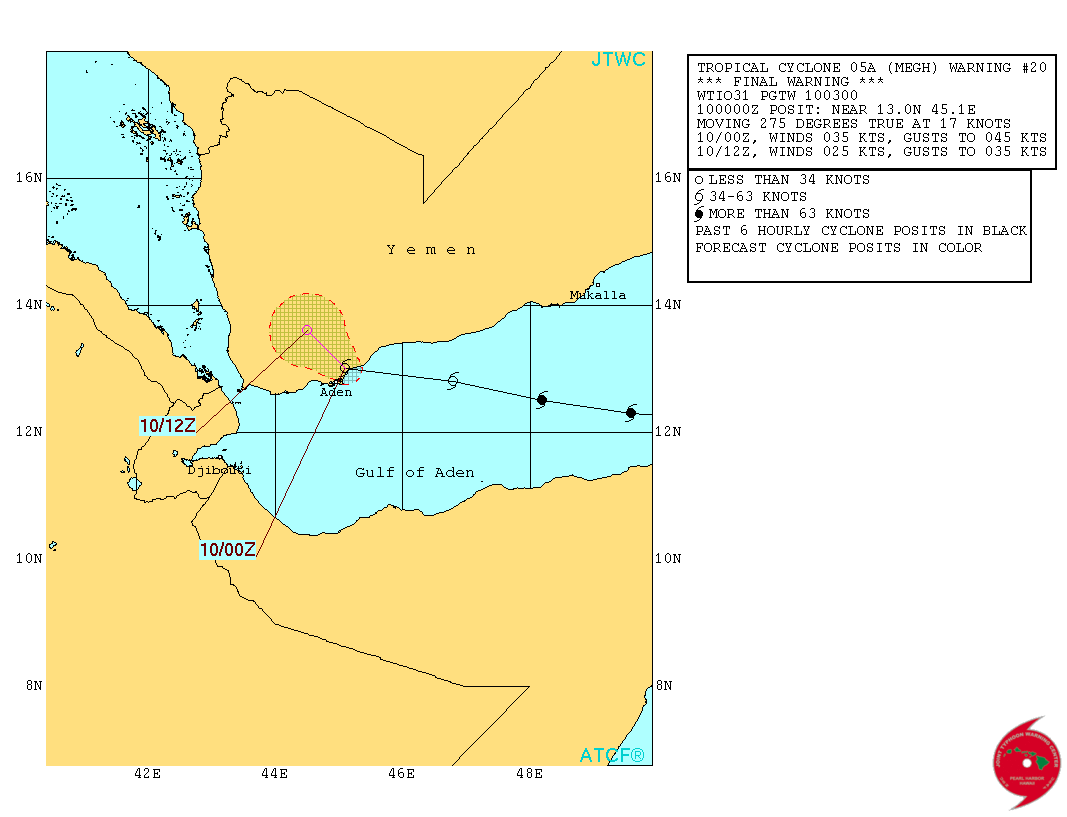
الخريطة المتوقعة للإعصار

اعتباراً من 17:30 بتوقيت الهند (12:00 بالتوقيت العالمي) في يوم 6 نوفمبر 2015 كان الأعصار ميج قرب (13.0° شمالاً و61.0°شرقاً) على بعد حوالي 770 كـم (480 ميل) شمال شرق جزيرة سقطرى اليمنية، وعلى بعد 860 كـم (530 ميل) جنوب شرق مدينة صلالة، وكذلك على بعد 1,430 كـم (890 ميل) جنوب غرب مومباي الهندية.
وتقدر القصوى السرعة الرياح بحوالي 75 كم/ساعة (45 ميل/ساعة) ووصلت سرعتها إلى 95 كم/ساعة (60 ميل/ساعة). وقدر أدنى ضغط مركزي ب994 هـبا (29.35 inHg). و كان من المتوقع أن يتحرك غرباً نحو خليج عدن.